# Moses H. Grinnell

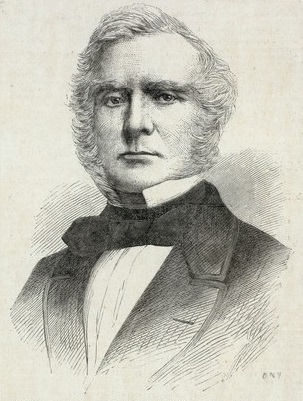
Moses Hicks Grinnell

Moses Hicks Grinnell (* 3. März 1803 in New Bedford, Massachusetts; † 24. November 1877 in New York City) war ein US-amerikanischer Politiker. Zwischen 1839 und 1841 vertrat er den Bundesstaat New York im US-Repräsentantenhaus.

## Werdegang
Moses Hicks Grinnell wurde Anfang des 19. Jahrhunderts in New Bedford geboren. Er genoss eine gute Schulbildung. Mit 15 Jahren arbeitete er in einem Counting Room in New York City. Dann ging er kaufmännischen Geschäften nach. Politisch gehörte Grinnell der Whig Party an. Bei den Kongresswahlen des Jahres 1838 wurde er im dritten Wahlbezirk von New York in das US-Repräsentantenhaus in Washington, D.C. gewählt, wo er am 4. März 1839 die Nachfolge von Churchill C. Cambreleng, Edward Curtis, Josiah O. Hoffman und Ely Moore antrat, welche zuvor zusammen den dritten Distrikt im US-Repräsentantenhaus vertreten hatten. Er erlitt bei seiner Wiederwahlkandidatur im Jahr 1840 eine Niederlage und schied nach dem 3. März 1841 aus dem Kongress aus. Nach der Gründung der Republikanischen Partei schloss er sich dieser an. Grinnell trat dann bei der Präsidentschaftswahl im Jahr 1856 als deren Wahlmann (presidential elector) auf. Er war Präsident der Handelskammer und der Merchants Clerks’ Savings Bank, Commissioner of Charities and Corrections, Central Park Commissioner und Mitglied im Union Defense Committee. Zwischen März 1869 und Juli 1870 war er als Collector im Port of New York tätig und zwischen Juli 1870 und April 1871 als Naval Officer of Customs. Er verstarb am 24. November 1877 in New York City und wurde dann auf dem Sleepy Hollow Burying Ground in Tarrytown beigesetzt. Der Kongressabgeordnete Joseph Grinnell war sein Bruder.